# 树形杜鹃
树形杜鹃（学名：Rhododendron arboreum）为杜鹃花科杜鹃花属下的一个种。该物种分布于不丹、中国、印度、尼泊尔、巴基斯坦、斯里兰卡、泰国以及越南。树形杜鹃是尼泊尔的国花，同时也是印度北阿坎德邦的邦树以及那加兰邦的邦花。

## 变种
- Rhododendron arboreum subsp. cinnamomeum 叶片下方有肉桂棕色柔毛。
- Rhododendron arboreum subsp. zeylanicum 斯里兰卡高地的稀有亚种，以Zeilan命名，该名称曾被阿拉伯商人用于称呼斯里兰卡。
- Rhododendron arboreum subsp. cinnamomeum var. album 花呈白色，花瓣内部表面有血红色小斑点。
- Rhododendron arboreum subsp. delavayi 花呈红色。
- Rhododendron arboreum subsp. nilagiricum 分布于印度泰米尔纳德邦。[2]

## 扩展阅读
維基物種上的相關：树形杜鹃